# Васил Костакев
Васил Костакев Балтаджиев е български художник и учител.

## Биография
Роден е на 1 август 1885 г. в Казанлък. През 1890 г. се завръща заедно със семейството си в Стара Загора, след като бяга заради опожаряването на града. Постъпва в Държавното рисувателно училище през 1903 г., където учи живопис при Иван Мърквичка и Иван Ангелов. След 1907 г. продължава образованието си в Художествената академия в София, където завършва с отличие през 1910 г. Започва работа като учител по рисуване в Мъжката гимназия в Стара Загора. От 1917 до 1919 г. е гимназиален учител в Хасково.
През 1932 г. е пенсиониран, а на 2 ноември 1933 г. умира.
Негов син е поручик Христо Костакев.

## Творчество
Първите пейзажи, които рисува са от околностите на Казанлък и бреговете на река Тунджа. С парите, които получава от продажбата на някои от картините пътува до Венеция, Рим и Флоренция. Там изучава творбите на редица художници. През 1914 г. участва в конкурс за завеса на театъра в Стара Загора. На него получава трета награда. В Хасково рисува серия от портрети и пейзажи. След 1919 г. се завръща като учител в Мъжката гимназия в Стара Загора, а Македонската организация в града прави поръчка за цикъл от портрети на революционери. Рисува портретите на Гоце Делчев, Даме Груев, Цанко Церковски и други.
През 1920-те години рисува предимно пейзажи от Дъбово, Мъглиж, Ягода, Старозагорските минерални бани, край река Тунджа. Пътува до Търново и Варна. Една от най-характерните му картини от този период е „Залез край Варна“. Част от картините са включени в изложбите на Южнобългарските художници в Пловдив.
През 1927 г. открива първата си самостоятелна изложба, в която са включени 32 картини. Сред по-известните са портретите на Елена Златева, Люба и Мария Червенкови, д-р Драгиев, съпругата Бонка, както и пейзажи. Прави още две самостоятелни изложби – през 1929 и 1930 г., в които представя нови картини. Взема участие в множество колективни изложби с други старозагорски художници. Сред тях са Васил Маринов и Евгения Илиева.
Картините му се съхраняват в частни колекции на роднини и приятели и в художествените галерии в Стара Загора, Пловдив и Казанлък.